# Victoria de Durango
Durango, ufficialmente Victoria de Durango, è la città più popolosa nonché capitale dello stato federale di Durango, in Messico. La città si trova ad un'altitudine pari a 1 880 m s.l.m.

## Storia
La città venne fondata nel 1563. Durante il Colonialismo spagnolo era la capitale di Nueva Vizcaya, Vicereame della Nuova Spagna, che includevano gli attuali stati di Durango e Chihuahua.

## Cultura
Romance in Durango è una canzone del cantautore statunitense Bob Dylan, che narra di due fidanzati che fuggono verso questa città dopo che lui ha ucciso una persona in un'osteria. Il brano è stato tradotto e reinterpretato da Fabrizio De André col titolo di Avventura a Durango.